# Christoph 2
Christoph 2 ist der Funkrufname des Zivilschutzhubschraubers des Bundesministerium des Innern, der an der BGU in Frankfurt am Main stationiert ist.

## Station, Einsatz und Besetzung
Die Luftrettung in Frankfurt am Main beziehungsweise die Geschichte von „Christoph 2“ begann im Januar 1962 mit einem Antrag der Frankfurter Stadtverordnetenversammlung, der die „Beschaffung eines Hubschraubers für den Krankentransport“ vorsah. Doch trotz der Bestrebungen der Feuerwehr Frankfurt am Main unter dem Branddirektor und Vordenker Ernst Achilles konnten bis 1967 nur 16 dringende Verlegungsflüge in Kooperation mit der Bundeswehr und den US-Streitkräften durchgeführt werden.
Schließlich startete ab dem 11. April 1968 unter dem Funkrufnamen „Florian Frankfurt Hubschrauber 1“ eine Boeing-Vertol H-21C der Heeresfliegertruppe vom Garten der Berufsgenossenschaftlichen Unfallklinik in Frankfurt am Main. Er war entsprechend der DIN 75080 ähnlich einem damaligen Notarztwagen ausgerüstet, führte aber zusätzlich Brechwerkzeuge, einen hydraulischen Rettungssatz, mehrere Arbeitsleinen sowie zwei 12 kg-Pulverlöscher mit. Die Besatzung bestand aus zwei Piloten und einem Bordmechaniker der Bundeswehr, einem Notarzt der Unfallklinik, zwei Sanitätern und einem Einsatzleiter der Frankfurter Feuerwehr, die sich um maximal vier liegende und vier sitzende Patienten kümmern konnten. Der Einsatzradius betrug 15 Flugminuten und die Einsätze wurden mit Hilfe eines Kommandobusses der Frankfurter Feuerwehr koordiniert. An insgesamt acht Einsatztagen an den Oster- und Pfingstfeiertagen wurde der Hubschrauber zu etwa 15 schweren Unfällen gerufen.
Doch obwohl sich der Hubschrauber im Testversuch bewährt hatte, dauerte es mehr als vier Jahre bis ein Rettungshubschrauber in Frankfurt am Main stationiert ist. Grund dafür war die unklare Finanzierungslage. Am 15. August 1972 wurde eine Bölkow Bo 105 CB des Bundesgrenzschutzes offiziell in Dienst gestellt. Bis in die 80er Jahre hatte „Christoph 2“ mit Akzeptanzproblemen zu kämpfte, so war von „Patientenklau“, angeblich überflüssigen Einsätzen und Lärmbelästigung die Rede. Außerdem war die Landezone im Eingangsbereich des Klinikums nicht optimal, so wurden nicht selten Fahrzeuge dort geparkt oder Personen ignorierten den Sicherheitsbereich.
In 1982 wurde er für fünf Monate in „Christoph Frankfurt“ umbenannt, um anschließend wieder seinen vorherigen Funkrufnamen zu erhalten. 1996 wird die Bo 105 CB durch eine etwas längere CBS-5 gleichen Typs ersetzt. Nach zweieinhalbjähriger Bauzeit konnte im Jahr 1997 das Luftrettungszentrum im 12. und 13. Stock der Berufsgenossenschaftlichen Unfallklinik in Betrieb genommen werden. Am 29. Februar 2008 wurde die Bo 105 CBS-5 von einem Eurocopter EC 135 T2i abgelöst. „Christoph 2“ war zwischen dem 5. Oktober 2017 bis zum 24. November 2020 am Sitz von Rotorflug Airservices in Friedrichsdorf-Burgholzhausen stationiert, weil die Landeplattform der Luftrettungsstation in Frankfurt am Main umfangreich saniert wurde. Der normale Landeplatz der BG-Unfallklinik stand in dieser Zeit weiterhin zur Verfügung, so dass jederzeit ein Hubschrauber landen konnte.
Der Rettungshubschrauber ist täglich von Sonnenaufgang (etwa 7 Uhr) bis Sonnenuntergang einsatzbereit. Sein Einsatzradius beträgt etwa 60 Kilometer, kann im Bedarfsfall aber auch darüber hinaus alarmiert werden.
Bei seinen Einsätzen ist Christoph 2 mit einem Piloten der Bundespolizei-Fliegerstaffel Fuldatal, einem Notfallsanitäter und einem Notarzt besetzt. Die Notfallsanitäter der Berufsfeuerwehr Frankfurt am Main gehören zur Hubschrauberbesatzung (HEMS Technical Crew Member) und unterstützen den Piloten im Bereich der Kommunikation und Navigation, während der Notarzt, welcher aus der Berufsgenossenschaftlichen Unfallklinik Frankfurt am Main stammt, juristisch gesehen nur ein Passagier ist.

## Sonstiges
Der Name Christoph geht auf den heiligen Christophorus zurück, den Schutzpatron der Reisenden. Nach ihm tragen alle deutschen Rettungshubschrauber den BOS-Funk-Rufnamen Christoph, gefolgt von einer Nummer bei Rettungshubschraubern und einer Bezeichnung zum Standort bei Intensivtransporthubschraubern.